# Serviceware Processes
Serviceware Processes (ehemals helpLine) ist eine in Deutschland entwickelte, proprietäre Software-Lösung zur Steuerung und Automatisierung von Service-Prozessen. Die Software modelliert die einzelnen Arbeitsschritte einer Service-Leistung mittels Workflows und bindet die organisatorisch und räumlich verteilten Leistungserbringer über verschiedene Zugangskanäle (Client, Webportal, E-Mail, Smartphone) ein. Neben der operativen Unterstützung der Service-Erbringung bietet Serviceware Processes (helpLine) Funktionen zur Messung der Service-Qualität, zum Management des Service-Portfolios und zur Einhaltung von Qualitätsvereinbarungen im Service. Das Einsatzgebiet umfasst sowohl die unternehmensinterne Service-Erbringung, beispielsweise im IT-Service-Management (ITSM), als auch die externe Service-Erbringung im technischen Support, im Kundendienst oder im Bürgerservice der öffentlichen Verwaltung.

## Geschichte
Die Anfänge von Serviceware Processes (helpLine) liegen Mitte der 1990er-Jahre im Projektgeschäft des IT-Dienstleisters Comma Soft AG. Die ersten Versionen wurden als System zur strukturierten und teamübergreifenden Bearbeitung von Anwenderbeschwerden bei Störungen in IT-Systemen entwickelt (siehe auch Ticketing-System). Der Markeneintrag erfolgte 1996.
Im Jahre 2003 übernahmen die Unternehmer Dirk K. Martin und Harald Popp die Rechte an Serviceware Processes (helpLine) und entwickelten die Software zu einer ITSM-Lösung mit Unterstützung für die Prozesse Incident Management, Problem Management sowie Asset und Configuration Management weiter. Als erste deutsche Entwicklung wurde Serviceware Processes (helpLine) 2005 auf seine Kompatibilität mit dem De-facto-Standard für IT-Service-Management ITIL hin durch das amerikanische Analystenhaus Pink Elephant zertifiziert.
Die Umstellung der Prozesssteuerung auf Workflows nahm Serviceware Processes (helpLine) mit der Version 4.1 im Jahr 2007 vor. Im selben Jahr erfolgte die Zertifizierung für den vierten ITIL-Prozess Change Management. Weitere Zertifizierungswellen kamen 2009 mit sechs sowie 2010 mit drei zusätzlichen Prozessen. Im Jahr 2010 wurde Serviceware Processes (helpLine) von Forrester Research als „Emerging Leader“ im „Market Overview: IT Service Management Support Tools“ eingeordnet. 2011 erfolgte die Zertifizierung nach dem neuen Standard PinkVERIFY 2011. Hersteller ist Serviceware SE mit Sitz in Idstein.
Im Jahr 2018 nannte die Research in Action GmbH (RIA) Serviceware Processes (helpLine) als die beste Software auf dem deutschen Markt im Bereich des IT Service Management im Rahmen ihrer „Vendor Selection Matrix - IT und Enterprise Service Management SaaS und Software: Die Top 20 Anbieter in Deutschland 2018.“

## Funktionsumfang
Serviceware Processes ermöglicht es, die Service-Angebote eines Unternehmens softwareseitig zu modellieren. Das umfasst sowohl die Angebotsseite gegenüber dem Kunden, also die Art des Services und seine überprüfbaren Qualitätsmerkmale (Service-Level-Agreements), als auch die für die Erbringung durch das Unternehmen nötigen physischen (z. B. Telefone, Fahrzeugflotte, IT-Infrastruktur etc.) und virtuellen Betriebsmittel (Software, Vertragsvereinbarungen mit externen Dienstleistern etc.).
Den Kern bildet ein ITIL-konformes Service-Portfolio-Management. Damit lassen sich Services in den verschiedenen Phasen des Lebenszyklus (in Planung, produktiv, nicht aktiv) beschreiben und mit den zugrundeliegenden technischen Voraussetzungen verknüpfen. Die produktiven Services bilden einen Service-Katalog, wodurch eine Übersicht aller von einem Unternehmen aktuell angebotenen Services entsteht. Der Katalog inklusive der in der Modellierung erstellten Leistungsbeschreibung der Services, kann über Schnittstellen potenziellen Kunden auf beliebigen Plattformen zur Verfügung gestellt werden. Hinterlegte Vereinbarungen über die Verfügbarkeit sowie Reaktions- und Lösungszeiten überwacht die Software selbstständig und eskaliert bei einer Überschreitung der Grenzwerte. Die für die Erbringung der Service-Leistung erforderlichen Betriebsmittel und deren Abhängigkeiten voneinander bildet Serviceware Processes (helpLine) in einer eigenen Configuration Management Database ab. Die Abhängigkeiten lassen sich grafisch darstellen, beispielsweise um Ausfallsimulationen einzelner Komponenten zu fahren.
Für die Messung der Service-Qualität bietet Serviceware Processes (helpLine) Kennzahlen (KPIs) in Echtzeitanalysen und Reporting-Funktionen an. Ab der Version 5.1 enthält Serviceware Processes (helpLine) auch ein Workforce Management mit Funktionalitäten des Projektmanagements und der Personaleinsatzplanung.
Kunden-Anfragen nimmt Serviceware Processes (helpLine) als elektronische Vorgänge (Tickets) an. Die Anfragen lassen sich nach Art bzw. nachgefragtem Service strukturieren und auf Basis dieser Klassifizierung entweder automatisch oder manuell einem vordefinierten Bearbeitungsprozess zuführen. Die Steuerung des Bearbeitungsprozesses erfolgt mittels Workflows, d. h. einer definierten und in sich geschlossenen Abfolge von Bearbeitungsschritten. Für die Modellierung der Workflows bietet Serviceware Processes (helpLine) eine Engine mit grafischer Benutzeroberfläche. Anwender können entweder vorkonfigurierte und mit der Software ausgelieferte Standard-Prozesse verwenden oder diese Prozesse mit der Engine anpassen (Customizing) bzw. völlig neue Prozesse gestalten. Durch die Workflow Engine ist es prinzipiell möglich, mit Serviceware Processes (helpLine) beliebige Service-Prozesse abzubilden.
Anfragen können über verschiedene Kanäle angenommen werden. Bei entsprechender Anbindung werden über Telefon, Webportal oder E-Mail automatisch Vorgänge eröffnet und befüllt bzw. klassifiziert. Bei E-Mail und Webportal ist auch eine automatische Weiterleitung gemäß Workflow möglich (Routing). Alle drei Kommunikationsformen können auch direkt aus Serviceware Processes (helpLine) heraus angestoßen werden, um die anfragende Person für Rückfragen und weiterführende Informationen zu kontaktieren. Über das Webportal können Kunden den Bearbeitungsstatus ihrer Anfrage jederzeit einsehen. Anfragen von Maschinen beispielsweise bei Störungsmeldungen sind über Webservices oder XML möglich. Zur Automatisierung von Prozessen funktioniert der Datenaustausch über Webservices in beide Richtungen und im laufenden Workflow.
Für die Bearbeitung der zentral gespeicherten und referenzierten Anfragen bietet Serviceware Processes (helpLine) den Service-Mitarbeitern (auch Agenten genannt) von festinstallierten und freikonfigurierten Clients über Webfrontends bis zu mobilen Endgeräten verschiedene Zugangsarten an. Personen, die nicht direkt mit dem System arbeiten, können über eine E-Mail-Anbindung in den Prozess einbezogen werden. Dabei lassen sich auch einfache Aktionen wie Bestätigungen in Genehmigungsprozessen direkt im E-Mail-System abbilden.
Den Helpdesk unterstützt Serviceware Processes (helpLine) durch eine integrierte Wissensdatenbank, in der sich bekannte Lösungsmuster hinterlegen und durchsuchen lassen. Diese Lösungen lassen sich auch auf dem Webportal veröffentlichen und den Kunden zugänglich machen. Schnittstellen ermöglichen den Import von Stammdaten zu Kunden oder Geräten aus Drittsystemen, um die Bearbeitung von Vorgängen zu vereinfachen und Medienbrüche zu vermeiden. Die Software ist zudem mehrsprachenfähig.

### Prozesse
Serviceware Processes (helpLine) wird je nach Lizenzierung mit einer unterschiedlichen Anzahl vorkonfigurierter Service-Prozesse ausgeliefert, die den Implementierungsaufwand verringern sollen. Insgesamt umfasst das angebotene Portfolio 19 Prozesse.

#### IT-Service-Management
Serviceware Processes (helpLine) ist in neun Prozessen durch PinkVERIFY nach ITIL 2011 zertifiziert:
- Change Management
- Incident Management
- Knowledge Management
- Problem Management
- Request Fulfillment
- Service Asset & Configuration Management
- Service Catalog Management
- Service Level Management
- Service Portfolio Management